# Taťána Pokorná
Taťána Pokorná (Praga, 7 luglio 1973) è un'ex cestista ceca, fino al 1992 cecoslovacca.

## Carriera
Con la Rep. Ceca ha disputato i Campionati europei del 1995.